# Mucronella styriaca
Mucronella styriaca är en svampart som beskrevs av Maas Geest. 1977. Mucronella styriaca ingår i släktet Mucronella och familjen fingersvampar.   Inga underarter finns listade i Catalogue of Life.